# Petar Stoychev
Petar Stoychev (født 24. oktober 1976) er en åbent vand-svømmer fra Bulgarien. Han er pt. (oktober 2009) indehaver af rekorden i svømning over Den Engelske Kanal på 6 timer og 57 minutter. Rekorden blev sat 25. august 2007. 
Petar Stoychev deltog ved OL i Beijing i 10 km åbent vand-svømning, hvor han blev nr. 6.